# Tomoyasu Hotei
Tomoyasu Hotei (Japans: 布袋 寅泰 Hotei Tomoyasu) (Takasaki, Gunma, 1 februari 1962) is een Japans rock-'n-roll-componist en -muzikant, en acteur. In Europa is hij voornamelijk bekend vanwege zijn lied "Battle Without Honor or Humanity" (oorspronkelijke naam: "Shin jingi-naki tatakai") dat de soundtrack was van Quentin Tarantino's film Kill Bill, uit 2003. Ook verwierf hij enige faam met een acteerrol in de samoerai-film Samurai Fiction, uit 1998.
Hotei's muziek is vaak instrumentaal, met veel gitaren. Hotei speelt zelf ook elektrische gitaar. Hij werd bekend met de Japanse rockband Boøwy, die in de jaren 80 populair was in Japan. Hotei is getrouwd met de Japanse zangeres en actrice Miki Imai.

## Samenwerkingen
Hotei is als gastmuzikant te horen op de cd World Collide van de Finse metalband Apocalyptica. Ook werkte hij samen met onder meer Brian Setzer en Japanse hip-hop-groep Rip Slyme, en Andy Mackay van Roxy Music. Hotei speelde mee op een solo-album van Hugh Cornwell (van de groep The Stranglers).
In 1996 stond Hotei samen met David Bowie op het podium van de Japanse rocktempel Nippon Budokan. Hotei was in datzelfde jaar samen met de Amerikaanse componist Michael Kamen te zien en te horen tijdens de afsluiting van de Olympische Spelen van Atlanta. Met Kamen maakte Hotei twee jaar later ook een album: Guitar Concerto.
In 2016 speelt hij een nummer met Zucchero Fornaciari dat verschijnt op de cd Blackcat. Hij is tijdens de tour van Zucchero in Verona special gerust en treedt opkomst op in the Royal Albert Hall met Zucchero op 21 oktober 2016.

## Discografie

### Albums
- Guitarhythm (1988)
- Guitarhythm II (1991)
- Guitarhythm III (1992)
- Guitarhythm IV (1994)
- King & Queen (1996)
- Merry Axemas A Guitar Christmas (1997)
- Supersonic Generation (1998)
- Samurai Fiction (1998)
- Guitar Concerto (gecomponeerd door Michael Kamen) (1998)
- Fetish (2000)
- Scorpio Rising (2002)
- Doberman (2003)
- Monster Drive (2005)
- Monster Drive Party!!! (2005)
- Soul Sessions (2006)
- Ambivalent (2007)
- Guitarhythm V (2009)